# William (musikgrupp)
William var en popgrupp i Göteborg. De släppte två singlar: Strawberry Boy/Tisdag och Genom din mun/Lördag innan deras första fullängdsskiva William kom ut 1990. Den innehåller låtar som Vill du veta vad kärlek är?, Mitt hjärta är guld värt, Söndag och Slå mig i huvet. Radioplågan Se på TV finns även på detta album. Uppföljaren 13 lögner och ett popband kom 1991.
Efter det att William lades ner fortsatte Incka Ullén som soloartist.